# Duque de Fitz-James

Escudo de Armas de Jaime de Fitz-James de Berwick (1670-1734)

O Fitz-James era um ducado do pariato da França, criado pelo marechal de Berwick, em 1710. Era uma propriedade da nobre família inglesa e depois francesa de mesmo nome (Fitz-James).
O marechal de Berwick, um  filho bastardo de Jaime Stuart, duque de York e depois rei da Inglaterra, como Jaime II e de Arabella Churchill (Fitz era um termo medieval de origem normanda cujo significado era o filho), ganhou do pai o título de duque de Berwick no Pariato da Inglaterra. Fugiu para a França durante a Revolução Gloriosa de 1688 que destronou o seu pai, onde serviu como general e marechal de campo (1703).
Por seus serviços na Guerra da Sucessão Espanhola,  onde se distinguiu como um dos melhores generais a serviço da França, ganhou o ducado de Líria Jerica, na Espanha em (1707) e o ducado francês de Fitz-James em (23 de março de 1710)

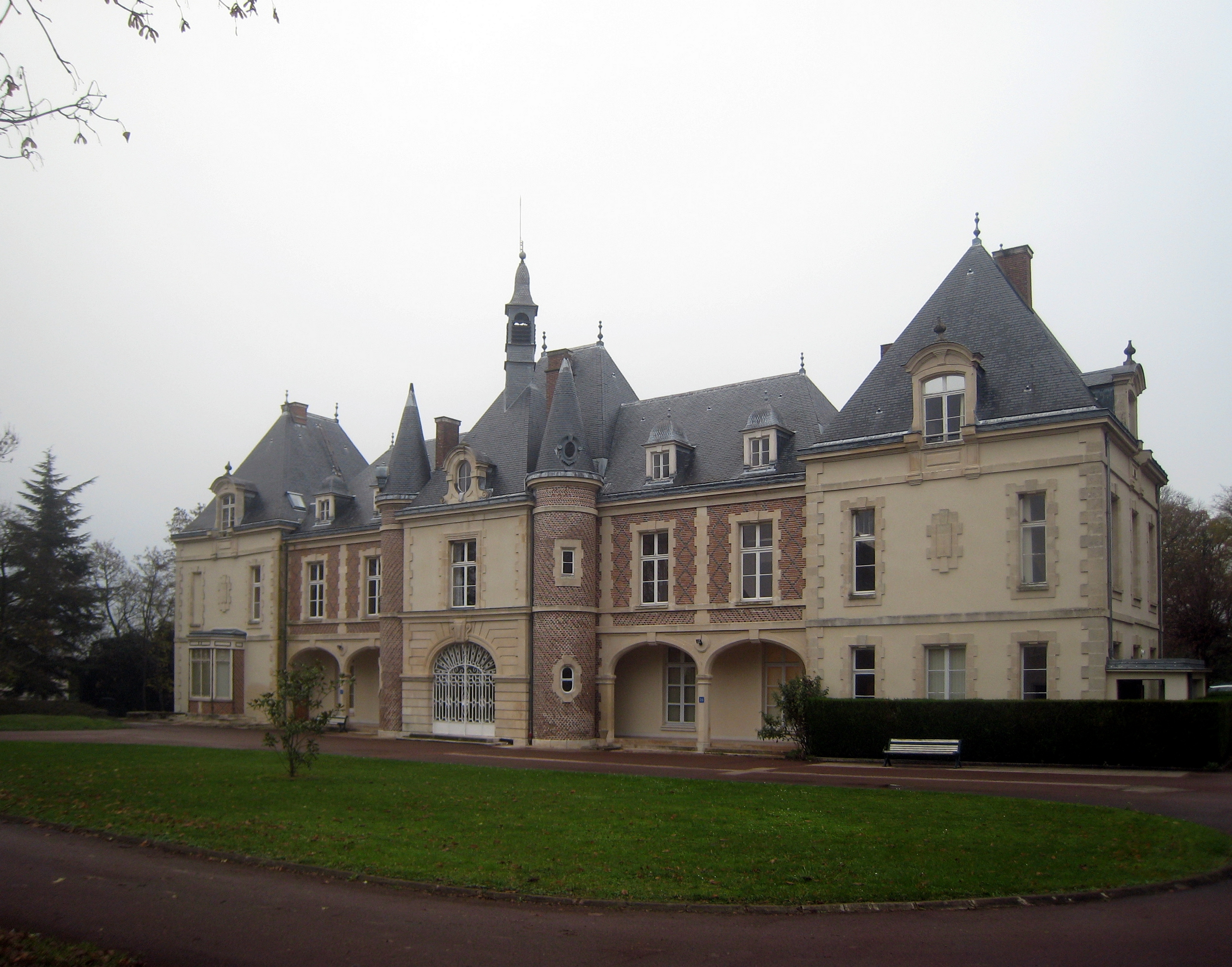
Castelo de Cannes-Écluse. No século XIX, o castelo pertencente aos Dulong de Rosnay, foi passado, pelo casamento, à família de Fitz-James, ramo natural da Casa Real de Stuart. De 1912 a 1914 Eduardo José Maria de Fitz-James foi prefeito de Cannes-Écluse.

## Lista cronológica
- 1710-1718 : Jaime de Fitz-James (1670-1734), 1º duque de Fitz-James, marechal de França. Foi pai, entre outros filhos, de Maria Emília de Fitz-James que se casou com Francisco Maria de Pérusse des Cars (1709-1759), conde de Cars, marquês  de Pranzac, marechal de campo (1748), tenente general em Haut e Bas Limousin.

ººCasou-se em 26 de março de 1695 com Honora de Burgo, condessa de Lugan, com quem teve 1 filho
ººCasou-se em 18 de abril de 1700 com Ana Bulkeley, com quem teve 10 filhos.
- 1718-1721 : Henrique James de Fitz-James (1700-1721) 2º duque de Fitz-James, filho do precedente.
- 1721-1787 : Carlos de Fitz-James (1712-1787), 3º duque de Fitz-James, irmão do precedente.
- 1787-1805 : Jaime Carlos de Fitz-James (1743-1805), 4º duque de Fitz-James, filho do precedente.

ººCasou-se em 26 de dezembro de 1768 com Maria Claudina Sílvia de Thiard de Bissy (1752-1812), filha de Henrique Thiard de Bissy

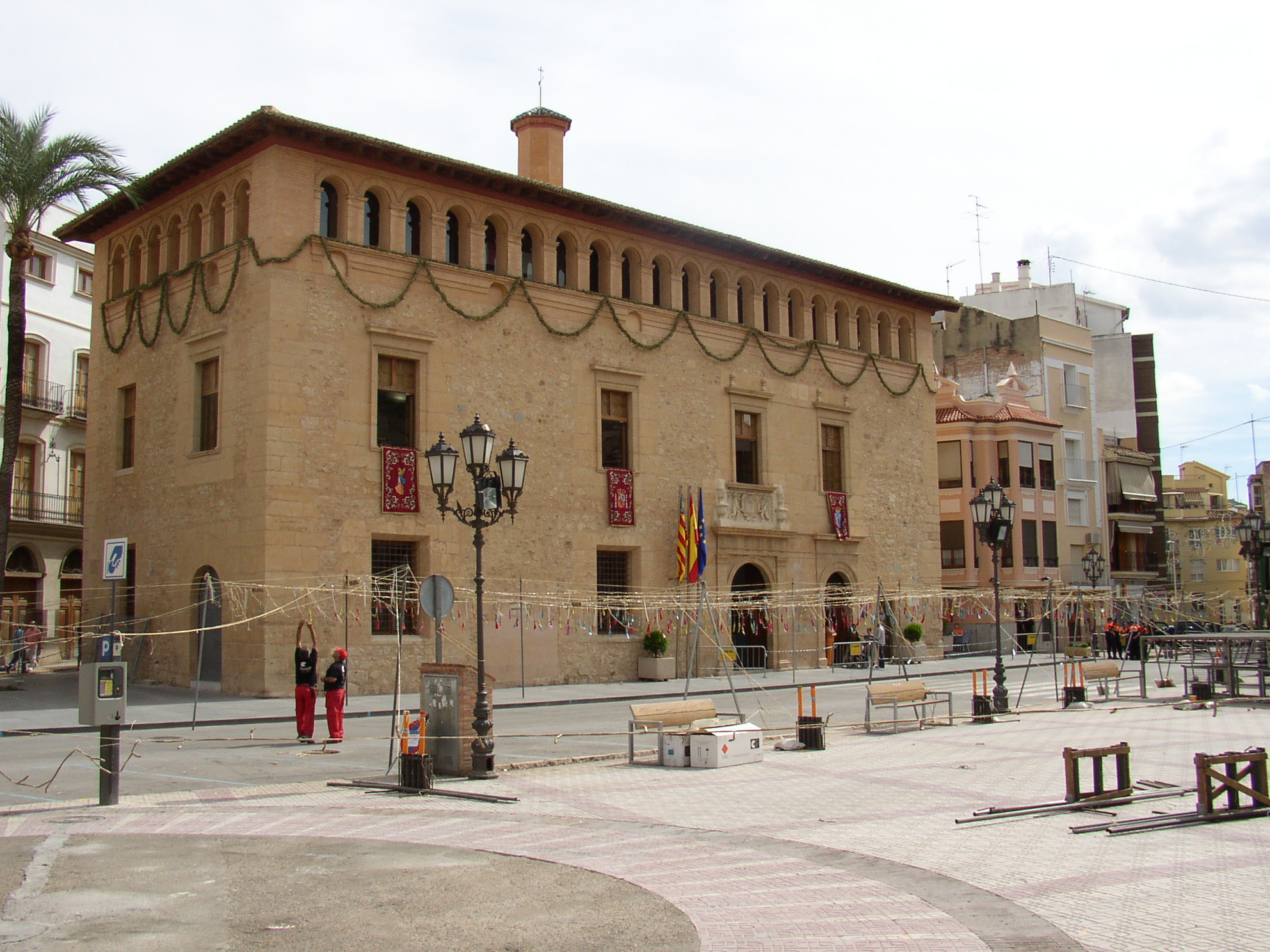
Palácio dos duques de Líria. Construído por volta de 1770 por Jaime de Fitz-James, duque de Berwick em projetos de Ventura Rodríguez, no início do século 19 passou, por herança, à Casa de Alba. Durante a Guerra Civil Espanhola teve todas as suas fachadas destruídas.

- 1805-1838 : Eduardo de Fitz-James (1776-1838), 5º duque de Fitz-James, filho do precedente.
- 1838-1846 : Jaime Maria Emanuel de Fitz-James (1803-1846), 6º duque de Fitz-James, filho do precedente.
- 1846-1906 : Antônio Eduardo Sidônio de Fitz-James (1828-1906), 7º duque de Fitz-James, filho do precedente
- 1906-1944 : Jaime Gustavo Sidônio de Fitz-James (1852-1944), 8º duque de Fitz-James, filho do precedente.
- 1944-1967 : Jaime de Fitz-James (1886-1967), 9º duque de Fitz-James

## Ducado de Berwick
- 1670-1734 : Jaime de Fitz-James, 1º duque de Berwick[1][2]

ººCasou-se em 26 de março de 1695 com Honora de Burgo, condessa de Lugan, com quem teve 1 filho
ººCasou-se em 18 de abril de 1700 com Ana Bulkeley, com quem teve 10 filhos.
- 1734-1738 : Jaime Francis de Fitz-James Stuart, 2.º duque de Berwick, filho de Jaime de Fitz-James e Honora de Burgo

ººCasou-se em 31 de dezembro de 1716 com Catarina Colón de Portugal e Ayala, 9ª condesa de Gelves, com quem teve 6 filhos.
- 1738-1785 : Jaime Francisco Eduardo de Fitz-James Stuart e Ventura Colón de Portugal, 3º duque de  Berwick, filho de Jaime Francis de Fitz-James Stuart e Catarina Colón de Portugal e Ayala

ººCasou-se em 26 de junho de 1738 com María Teresa de Silva e Alvarez de Toledo, com quem teve 1 filho.
- 1785-1787 : Carlos Fernando de Fitz-James Stuart e Silva Alvarez de Toledo, 4º duque de  Berwick, filho de Jaime Francisco Eduardo de Fitz-James Stuart e Ventura Colón de Portugal e María Teresa de Silva e Alvarez de Toledo

ººCasou-se em 15 de setembro de 1771 com Carolina Augusta de Stolberg-Gedern, com quem teve dois filhos
- 1787-1794 : Jacobo Filipe Carlos de Fitz-James Stuart e Stolberg-Gedern, 5º duque de  Berwick, filho de Carlos Fernando de Fitz-James Stuart e Silva Alvarez de Toledo e Carolina Augusta de Stolberg-Gedern

ººCasou-se em 24 de janeiro de 1790 com María Teresa de Silva Fernandez de Hijar e Palafox, com quem teve 2 filhos
- 1794-1795 : Jacobo de Fitz-James Stuart e Fernandes de Híjar-Silva, 6º duque de  Berwick, primeiro filho de Jacobo Filipe Carlos de Fitz-James Stuart e Stolberg-Gedern e María Teresa de Silva Fernandez de Hijar e Palafox
- 1795-1835 : Carlos de Fitz-James Stuart, 7º duque de  Berwick, segundo filho de Jacobo de Fitz-James Stuart e Fernandes de Híjar-Silva e María Teresa de Silva Fernandez de Hijar e Palafox

ººCasou-se em 15 de fevereiro de 1817 com Rosalia de Candia-Hautville, princesa de Ventimiglia, com quem teve 3 filhos.
- 1835-1881 : Jacobo Luis Francisco Pablo Rafael de Fitz-James Stuart e Ventimiglia, 8º duque de  Berwick, filho de Carlos de Fitz-James Stuart e Rosalia de Candia-Hautville

ººCasou-se em 14 de fevereiro de 1848 com Maria Francisca Portocarrero Palafox e Kirck Patrick, 12ª  duquesa de Peñaranda, com quem teve 3 filhos.
- 1881-1901 : Carlos Maria Isabel de Fitz-James Stuart e Portocarrero Palafox, 9º duque de  Berwick, filho de Jacobo Luis Francisco Pablo Rafael de Fitz-James Stuart e Ventimiglia e Maria Francisca Portocarrero Palafox e Kirck Patrick

ººCasou-se em 10 de dezembro de 1877 com Maria do Rosário Falcó e Osório, 12ª condessa de Siruela, com quem teve 3 filhos.
- 1901-1953 : Jacobo Maria do Pilar Carlos Manuel de Fitz-James Stuart e Falcó, 10º duque de  Berwick, filho de Carlos Maria Isabel de Fitz-James Stuart e Portocarrero Palafox e Maria do Rosário Falcó e Osório.

ººCasou-se em 7 de outubro de 1920 com Maria do Rosario de Silva e Gurtubay, 9ª marquesa de San Vicente del Barco, com quem teve 1 filha: María do Rosário Caetana de Fitz-James Stuart e Silva, 18ª duquesa de Alba de Tormes (nascida em  1926).
- 1953-1970 : Fernando Afonso de Fitz-James Stuart e Saavedra, 11º duque de  Berwick, filho de Jacobo Maria do Pilar Carlos Manuel de Fitz-James Stuart e Falcó, 14º duque de Peñaranda de Duero e de Maria del Carmen de Saavedra e Collado, 13ª marquesa de Villaviciosa e neto, por parte de pai, de Carlos Maria Isabel de Fitz-James Stuart e Portocarrero Palafox

ººCasou-se em 1944 com Maria Isabel Gómez e Ruíz, com quem teve 4 filhos.
- 1970-.... : Jacobo Fernando de Fitz-James Stuart e Gómez, 12º duque de  Berwick, filho de Fernando Afonso de Fitz-James Stuart e Saavedra e Maria Isabel Gómez e Ruíz.

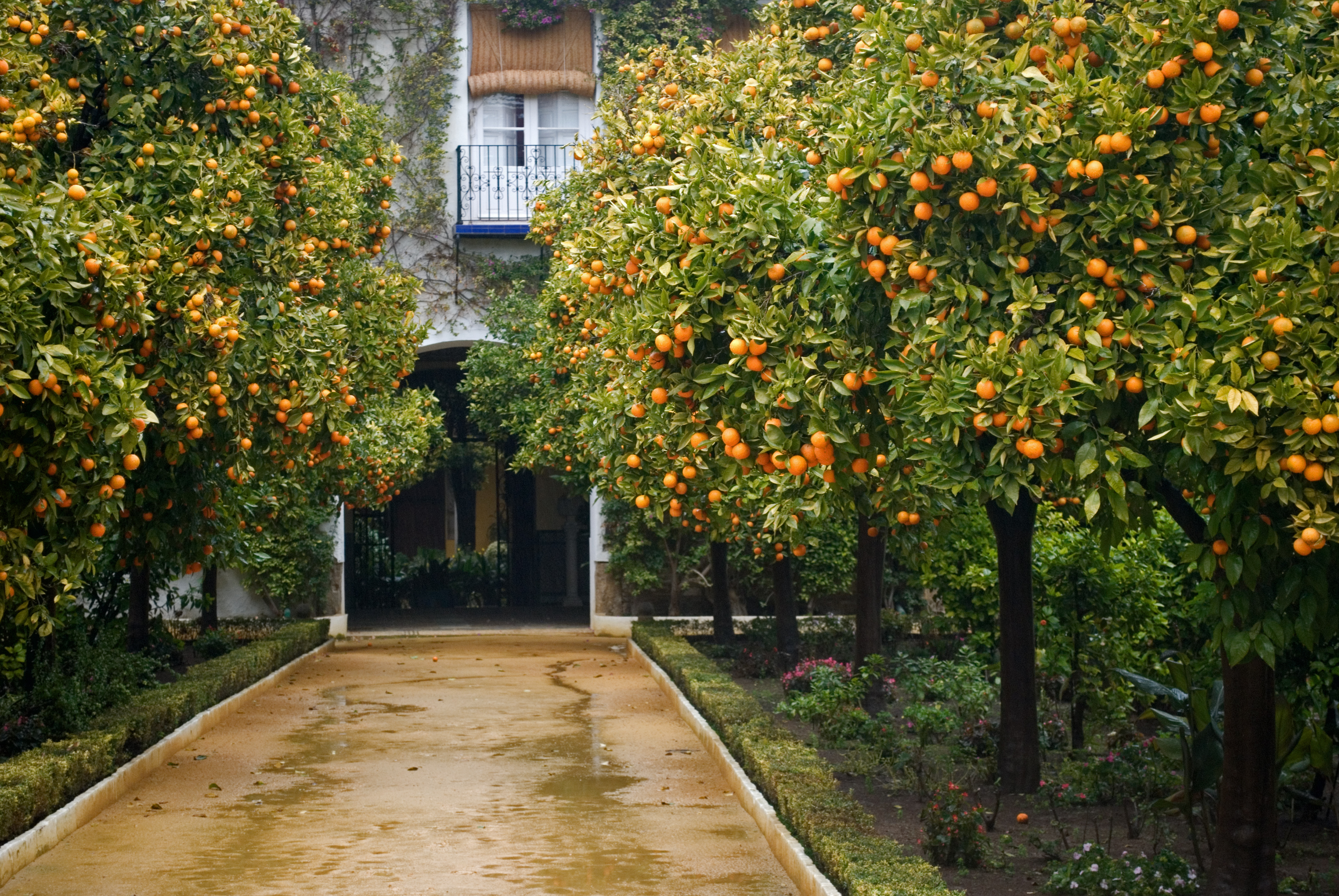
Palácio de las Dueñas em Sevilha, residência dos Fitz-James

## Ducado de Alba
- Carlos Miguel de Fitz-James Stuart e Silva, 14º duque de Alba e  7º duque de Berwick, trineto de María Teresa Alvarez de Toledo e Haro (filha de Francisco Álvarez de Toledo, 10º duque de Alba).
- Jaime de Fitz-James Stuart Veintemiglia Huescar Olivares, 15º duque de Alba, filho do anterior
- Carlos Maria de Fitz-James Stuart e Portocarrero de Palafox, 16º duque de Alba, filho do anterior
- Jacobo de Fitz-James Stuart Falcó Portocarrero e Osorio, 17º duque de Alba, filho do anterior
- María do Rosário Caetana de Fitz-James Stuart e Silva, filha única do anterior

## Descendência (Casa de Fitz-James)
Após a Revolução de 1688, o duque de Berwick seguiu seu pai (o rei) no exílio, e grande parte da sua história desde então deu-se na Espanha e França e, a partir daí, vários outros membros da Casa serviram, como graduados militares, a estes dois países.
O ramo mais antigo da Casa (carregando o título de Duque de Berwick) ficou residente na Espanha e foi o resultado do primeiro casamento do 1º duque de Berwick com a  irlandesa Honora de Burgo. Esta linhagem conseguiu  muitos títulos ao longo da sua história e exerceu certa influencia já que muitos de seus membros foram embaixadores, generais e  Grandes da Espanha. A segunda linhagem (associada com a França) foi  derivada do segundo casamento do 1º duque de Berwick com a  inglesa Ana Bulkeley e levou o título de duque de Fitz-James.
Talvez o mais conhecido da linhagem francesa da Casa esteja associado a Eduardo de Fitz-James (1776-1838), 5º duque de Fitz-James (1805-1838), filho de Jaime Carlos de Fitz-James. Um emigrante que fugiu para a Itália, após a Revolução Francesa, para  mais tarde, na época da Restauração dos Bourbon, retornar e envolver-se na política ultra realeza. Esta linha morreu em 1967 com a morte de Jaime de Fitz-James (1886-1967), 9º duque de Fitz-James 1944-1967. A linhagem primeira (a da Espanha) continua até os dias atuais, tendo à frente Jacobo Fitz-James-Stuart e Gomez, 12° Duque de Berwick.
1. Jaime Stuart, rei da Inglaterra e Arabella Churchill (1648-1730)
  1. Henriqueta de Fitz-James (1667-1730), casada com Sir Henrique de Waldegrave, depois Barão Waldegrave e, casada por  segunda vez, com Piers Butler.
  2. Henrique de Fitz-James, duque de Albemarle, na França (1673-1702)
  3. Arabella de Fitz-James (1674-1704) Freira em Pontoise.
  4. Jaime de Fitz-James de Berwick (1670-1734). Marechal de França em 1687, Duque de Berwick, Duque de Líria Jerica, na Espanha em (1707) e o ducado francês de Fitz-James em (23 de março de 1710). Grande de Espanha.
    1. Francisco de Fitz-James (1709-1764)
      1. Eduardo de Fitz-James (1776-1838)

    2. Carlos de Fitz-James (1712-1787)